# Iago Iglesias Castro
Iago Iglesias Castro (La Corunya, 23 de febrer de 1984) és un futbolista gallec, que ocupa la posició de migcampista. Ha estat internacional sub-21 amb la selecció espanyola.

## Trajectòria
Format al planter del Deportivo de La Corunya, hi debuta amb el primer equip a la campanya 05/06, en la qual marca dos gols en 11 partits. A l'any següent en fa dos gols més. La temporada 07/08 és cedit a l'Elx CF, de Segona Divisió.
Sense lloc al Deportivo, el 2008 fitxa pel València CF per incorporar-se al seu filial. A l'any següent retorna a Galícia, a les files del Montañeros CF.